# Copa Conmebol 1995
Die Copa Conmebol 1995 war die 4. Ausspielung des südamerikanischen Vereinsfußballwettbewerbs, der mit dem europäischen UEFA-Cup vergleichbar war. Es nahmen wie gehabt 16 Mannschaften teil. Der argentinische Vertreter Rosario Central gewann das Finale gegen Atlético Mineiro aus Brasilien nach Hin- und Rückspiel.
Torschützenkönige wurden gemeinsam der Argentinier Horacio Carbonari und der Uruguayer Rubén da Silva von Rosario Central mit jeweils vier Treffern.

## 1. Runde
Die Spiele fanden vom 17. Oktober bis 2. November 1995 statt.
|                             | Gesamt          |                                  | Hinspiel | Rückspiel |
| --------------------------- | --------------- | -------------------------------- | -------- | --------- |
| Ceará SC                    | 3:3 (6:7 i. E.) | Corinthians São Paulo            | 1:1      | 2:2       |
| América de Cali             | 5:1             | Barcelona Sporting Club          | 3:1      | 2:1       |
| Atlético Mineiro            | 2:1             | Guarani FC                       | 1:1      | 1:0       |
| AC Mineros de Guayana       | 3:3 (4:3 i. E.) | Independiente Medellín           | 1:0      | 2:3       |
| Gimnasia y Esgrima La Plata | 1:4             | Institución Atlética Sud América | 1:0      | 0:4       |
| Club The Strongest          | 1:2             | Atlético Colegiales              | 0:0      | 1:2       |
| Ciclista Lima               | 6:8             | CD Cobreloa                      | 4:1      | 2:7       |
| Defensor Sporting           | 2:5             | Rosario Central                  | 1:3      | 1:2       |

## Viertelfinale
Die Spiele fanden vom 9. bis 22. November 1995 statt.
|                                  | Gesamt          |                       | Hinspiel | Rückspiel |
| -------------------------------- | --------------- | --------------------- | -------- | --------- |
| Corinthians São Paulo            | 3:4             | América de Cali       | 2:1      | 1:3       |
| Atlético Mineiro                 | 10:00           | AC Mineros de Guayana | 6:0      | 4:0       |
| Institución Atlética Sud América | 2:2 (3:4 i. E.) | Atlético Colegiales   | 0:1      | 2:1       |
| Rosario Central                  | 5:1             | CD Cobreloa           | 2:0      | 3:1       |

## Halbfinale
Die Spiele fanden vom 29. November bis 7. Dezember 1995 statt.
|                     | Gesamt          |                  | Hinspiel | Rückspiel |
| ------------------- | --------------- | ---------------- | -------- | --------- |
| América de Cali     | 4:4 (3:4 i. E.) | Atlético Mineiro | 4:3      | 0:1       |
| Atlético Colegiales | 1:5             | Rosario Central  | 0:2      | 1:3       |

## Finale

### Hinspiel
| Atlético Mineiro                                          | Atlético Mineiro | Rosario Central | Rosario Central |
| --------------------------------------------------------- | --- | --- | --------------- |
| Atlético Mineiro                                          | \| 12. Dezember 1995 in Belo Horizonte, Brasilien (Mineirão) \| \| Ergebnis: 4:0 (1:0) \| \| Zuschauer: 35.000 \| \| Schiedsrichter: Oscar Velázquez ( Paraguay) \|                     | \| 12. Dezember 1995 in Belo Horizonte, Brasilien (Mineirão) \| \| Ergebnis: 4:0 (1:0) \| \| Zuschauer: 35.000 \| \| Schiedsrichter: Oscar Velázquez ( Paraguay) \|                                                                            | Rosario Central |
| Atlético Mineiro                                          | Cláudio Taffarel – Alcir, Ademir, Ronaldo Guiaro, Paulo Roberto, Éder Lopes, Doriva, Cairo (Silva), Leandro Tavares, Renaldo (Carlos), Ézio (Júlio César) Cheftrainer: Procópio Cardoso | Roberto Oscar Bonano – Diego Gastón Ordóñez (Martín Cardetti), Horacio Carbonari, Federico Lussenhoff, Patricio Graff, Eduardo Coudet, Cristian Daniele, Omar Palma, Raúl Gordillo, Pablo Sánchez, Rubén da Silva Cheftrainer: Ángel Tulio Zof | Rosario Central |
| Atlético Mineiro                                          | 1:0 Ézio (7.) 2:0 Cairo (54.) 3:0 Paulo Roberto (59.) 4:0 Silva (89.) | | Rosario Central |
| 12. Dezember 1995 in Belo Horizonte, Brasilien (Mineirão) | | |                 |
| Ergebnis: 4:0 (1:0)                                       | | |                 |
| Zuschauer: 35.000                                         | | |                 |
| Schiedsrichter: Oscar Velázquez ( Paraguay)               | | |                 |

### Rückspiel
| Rosario Central                                                         | Rosario Central | Atlético Mineiro | Atlético Mineiro |
| ----------------------------------------------------------------------- | --- | --- | ---------------- |
| Rosario Central                                                         | \| 19. Dezember 1995 in Rosario, Argentinien (Estadio Gigante de Arroyito) \| \| Ergebnis: 4:0 (3:0), 4:3 i. E. \| \| Zuschauer: 25.000 \| \| Schiedsrichter: Ernesto Felippe ( Uruguay) \|                                                                                         | \| 19. Dezember 1995 in Rosario, Argentinien (Estadio Gigante de Arroyito) \| \| Ergebnis: 4:0 (3:0), 4:3 i. E. \| \| Zuschauer: 25.000 \| \| Schiedsrichter: Ernesto Felippe ( Uruguay) \| | Atlético Mineiro |
| Rosario Central                                                         | Roberto Oscar Bonano – Diego Gastón Ordóñez (Cristian Colusso), Horacio Carbonari, Federico Lussenhoff, Patricio Graff, Eduardo Coudet (Cristian Daniele), Omar Palma, Raúl Gordillo (Mario Pobersnik), Pablo Sánchez, Martín Cardetti, Rubén da Silva Cheftrainer: Ángel Tulio Zof | Cláudio Taffarel – Dinho, Ademir, Ronaldo Guiaro, Paulo Roberto, Éder Lopes, Doriva, Carlos (Dedê), Leandro Tavares, Renaldo (Gutemberg), Ézio (Euller) Cheftrainer: Procópio Cardoso       | Atlético Mineiro |
| Rosario Central                                                         | 1:0 Rubén da Silva (23.) 2:0 Horacio Carbonari (39.) 3:0 Martín Cardetti (40.) 4:0 Horacio Carbonari (88.) | | Atlético Mineiro |
| Rosario Central                                                         | Elfmeterschießen | | Atlético Mineiro |
| Rosario Central                                                         | 1:0 Omar Palma 2:0 Mario Pobersnik 3:1 Horacio Carbonari Cristian Colusso 4:3 Rubén da Silva | Doriva Leandro Tavares 2:1 Ronaldo Guiaro 3:2 Claudio Taffarel 3:3 Euller | Atlético Mineiro |
| 19. Dezember 1995 in Rosario, Argentinien (Estadio Gigante de Arroyito) | | |                  |
| Ergebnis: 4:0 (3:0), 4:3 i. E.                                          | | |                  |
| Zuschauer: 25.000                                                       | | |                  |
| Schiedsrichter: Ernesto Felippe ( Uruguay)                              | | |                  |